# Tourkovoúnia
Tourkovoúnia är kullar i Grekland.   De ligger i regionen Attika, i den sydöstra delen av landet, 7 km norr om huvudstaden Aten.